# Джери Дойл
Джери Дойл (на английски: Jerry Doyle) е американски политик, телевизионен актьор и радиоводещ.

## Биография
Роден е 16 юли 1956 г. в Бруклин, Ню Йорк, САЩ. Преди да започне актьорската си кариера, Дойл е пилот на самолет и брокер на ценни книжа.
Участва в телевизионните сериали Вавилон 5, „В съседното измерение“ и „Бевърли Хилс, 90210“.
В периода 1995 – 1997 г. е женен за актрисата Андреа Томпсън.
Умира на 27 юли 2016 г. в Лас Вегас от цироза на черния дроб.

## Филмография
- „Военна прокуратура“ (1 епизод) – 2003 г.
- „Бевърли Хилс 90210“ (1 епизод) – 2000 г.
- „Военно положение“ (1 епизод) – 1999 г.
- „В съседното измерение“ (1 епизод) – 1999 г.
- „Вавилон 5: На оръжие“ – 1999 г.
- „Вавилон 5: Реката на душите“ – 1998 г.
- „Вавилон 5“ (103 епизода) – от 1994 до 1998 г.